# Dalbergia gentilii
Dalbergia gentilii är en ärtväxtart som beskrevs av De Wild.. Dalbergia gentilii ingår i släktet Dalbergia, och familjen ärtväxter. Inga underarter finns listade i Catalogue of Life.